# Revoir Pass
Revoir Pass är ett bergspass i Kanada.   Det ligger i territoriet Nunavut, i den nordöstra delen av landet, 2 800 km norr om huvudstaden Ottawa. Revoir Pass ligger 333 meter över havet.
Terrängen runt Revoir Pass är huvudsakligen bergig, men norrut är den kuperad. Revoir Pass ligger nere i en dal som går i öst-västlig riktning. Trakten runt Revoir Pass är nära nog obefolkad, med mindre än två invånare per kvadratkilometer.. Det finns inga samhällen i närheten. 
Trakten runt Revoir Pass är permanent täckt av is och snö.